# 貢氏假鰓鱂
貢氏假鰓鱂，為輻鰭魚綱鯉齒目鰕鱂亞目鰕鱂科的其中一種，為熱帶淡水魚，被IUCN列為瀕危保育類動物，分布於非洲坦尚尼亞桑吉巴淡水流域，為特有種，本魚體延長，身體以黃綠至褐綠色為底，魚鱗有鮮紅色的鱗框，延續至尾鰭，尾鰭為鮮紅色鑲黑色邊緣，背鰭軟條15-16枚，臀鰭軟條15-16枚，體長可達5.5公分，棲息在季節性的池塘、溪流底中層水域，生活習性不明，可作為觀賞魚，並有紅色型、藍色型、黃金型的顏色變體。

## 擴展閱讀
維基物種上的相關：貢氏假鰓鱂
1. ↑  Nagy, B.; Watters, B. . The IUCN Red List of Threatened Species. 2019, 2019: e.T61284A47243542  [16 November 2021]. doi:10.2305/IUCN.UK.2019-3.RLTS.T61284A47243542.en .